# آیروکلند کلاس آلما
آیروکلند کلاس آلما (به انگلیسی: Alma-class ironclad) یک کلاس از کشتی است که طول آن ۶۸٫۷۵–۶۹٫۰۳ متر (۲۲۵٫۶–۲۲۶٫۵ فوت) می‌باشد.